# Mesopontonia
Mesopontonia is een geslacht van kreeftachtigen uit de klasse van de Malacostraca (hogere kreeftachtigen).

## Soorten
- Mesopontonia brevicarpus Li & Bruce, 2006
- Mesopontonia brucei Burukovsky, 1991
- Mesopontonia gorgoniophila Bruce, 1967
- Mesopontonia gracilicarpus Bruce, 1990
- Mesopontonia monodactylus Bruce, 1991
- Mesopontonia verrucimanus Bruce, 1996